# Мехикали
Мехикали (на испански: Mexicali) е столица на мексиканския щат Долна Калифорния. Мексикали е с население от 689 775 жители (по данни от 2010 г.), което го прави вторият по население град в щата след Тихуана. Градът е основан на 14 март 1903 г. и се намира на 10 метра н.в.. Мехикали е разположен на границата между САЩ и Мексико и е прилежащ на калифорнийския окръг Импириъл в САЩ. В Мехикали живее най-голямата китайска общност в Мексико, както и друго разнородно население. Голям селскостопански център.